# Нурмолицы
Ну́рмолицы (карел. Nurmoilu) — старинная карельская деревня, административный центр Коверского сельского поселения Олонецкого национального района Республики Карелия, комплексный памятник истории.

## Общие сведения
Расположена вблизи автомагистрали «Кола».
На деревенском кладбище расположена деревянная часовня.

## Население
| 2002 | 2009 | 2010 | 2013 |
| ---- | ---- | ---- | ---- |
| 106  | ↗111 | ↘87  | ↗94  |

## Известные уроженцы
- Жербин, Алексей Степанович — учёный, кандидат исторических наук, заслуженный деятель науки Карельской АССР[7].